# مغارة ياسر عرفات
مغارة ياسر عرفات، أو مغارة «أبو عمار» هي مغارة تقع في خربة خماش في قرية بيت فوريك الفلسطينية، ، اختبأ فيها الزعيم الفلسطيني ياسر عرفات لدى تسلله إلى الأرض المحتلة بعد حرب عام 1967 لتأسيس أولى خلايا حركة فتح المسلحة في الضفة الغربية، وتعد اليوم من المواقع الرمزية في الضفة الغربية حيث تقام بالقرب منها فعاليات سياسية.

## الخلفية
بعد حرب عام 1967تسلل ياسر عرفات وآخرون إلى الأرض المحتلة لتأسيس أولى خلايا العمل المسلح ضد الاحتلال الإسرائيلي، وتحرك في منطقة نابلس وجنين والخليل،وكانت بيت فوريك من آوائل المحطات التي زارها عرفات، حيث اختار أدلاؤه المحليون هذه المغارة التي تقع على بعد 150 مترا من شارع القرية الرئيس، لموقعها الملائم للاختباء وإطلالها على سهول محيط نابلس الشرقية والغربية معا. تشير الرواية الفلسطينية إلى أن عرفات قد مكث في هذا المكان لشهرين، وقد كانت المغارة مخبأ ونقطة انطلاق لياسر عرفات ومكانا للاجتماعات التي تأسست فيها أولى مجموعات وخلايا فتح في الضفة الغربية. تعد هذه المغارة اليوم موقعا ذا رمزية تاريخية وتقام بالقرب منها فعاليات في ذكرى انطلاقة حركة فتح وذكرى وفاة ياسر عرفات وفي مناسبات سياسية أخرى.